# Ludwik Badeni
Ludwik Józef Władysław Badeni herbu Bończa (ur. 16 marca 1873 w Żółkwi, zm. 10 listopada 1916 w Wiedniu) – polski hrabia, dyplomata Austro-Węgier.

## Życiorys
Urodził się 21 stycznia lub 16 marca 1873. Był jedynym synem Kazimierza Badeniego herbu Bończa (1846-1909, Namiestnik Galicji) i Marii z domu Skrzyńskiej herbu Zaremba (1850-1937). Wychowywał się w rodzinnym majątku w Busku. Był zadeklarowanym katolikiem i pozostawał pod wpływem ks. Stefana Pawlickiego.
W  rezerwie kawalerii C. K. Armii został mianowany kadetem z dniem 1 stycznia 1896, a następnie porucznikiem. Był przydzielony do 11 pułku huzarów w Steinamanger do około 1904. Po przeniesieniu do C. K. Obrony Krajowej został zweryfikowany w stopniu porucznika oddziałów konnych w grupie nieaktywnych z dniem 1 stycznia 1887. Od około 1904 do około 1907 był przydzielony do pułku ułanów nr 1 we Lwowie. W kolejnych latach do końca życia był porucznikiem kawalerii w stosunku ewidencji Obrony Krajowej.
W 1897 otrzymał godność c. k. podkomorzego.

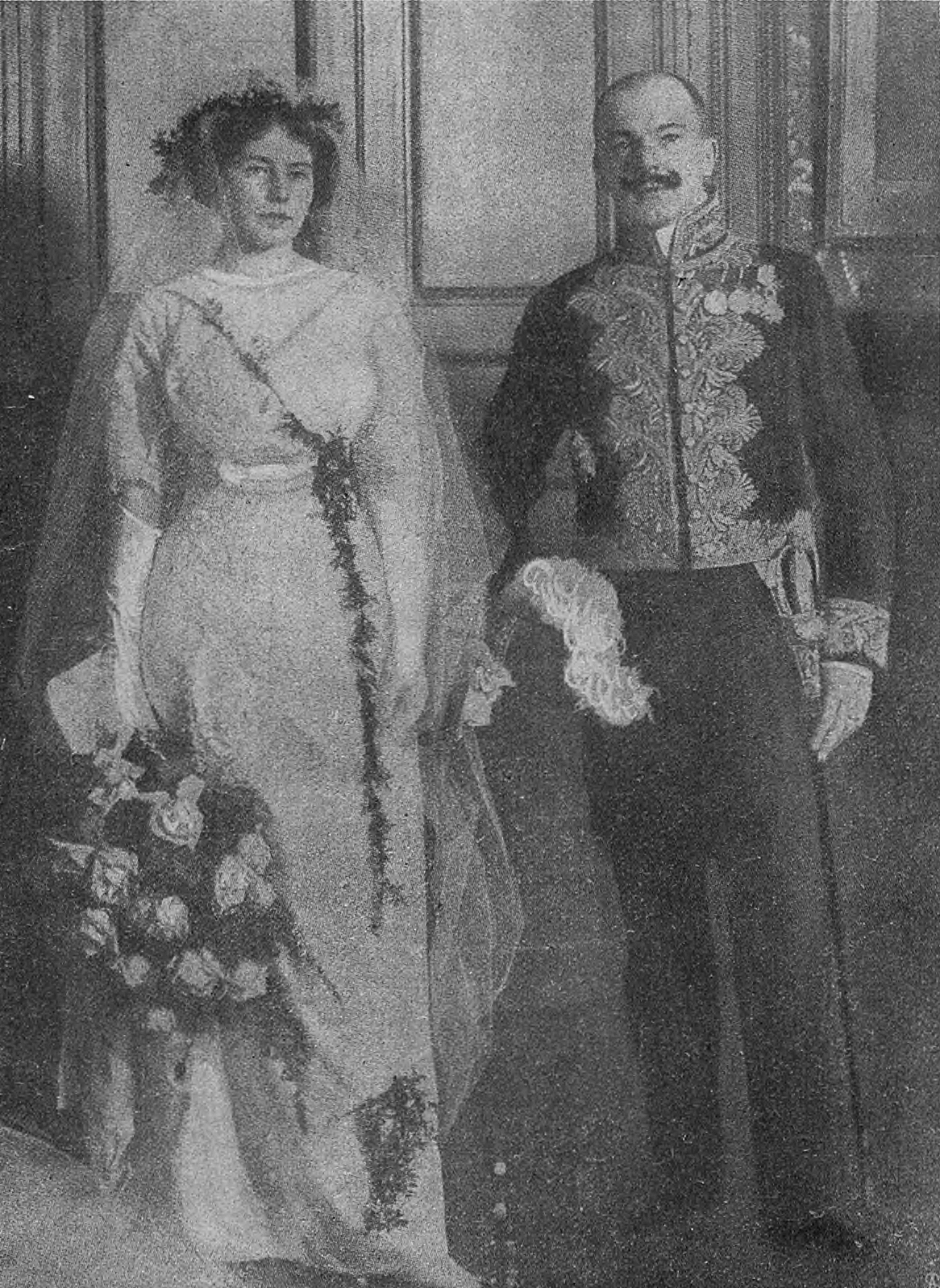
Ślub Alicji Ankarcrona i Ludwika Badeniego

Karierę dyplomatyczną rozpoczął jako aspirant konceptowy w C. K. Ministerstwie Spraw Zagranicznych w Wiedniu. W 1898 został przydzielony jako attaché poselski bez uposażenia do ambasady Austro-Węgier w Madrycie. W 1900 przeniesiony do ambasady w Londynie i jeszcze w tym samym roku skierowany do Paryża. W 1903 został przydzielony do poselstwa w Kopenhadze i mianowany sekretarzem legacyjnym. W 1904 przeniesiony do Konstantynopola. W 1908 przydzielony do ambasady przy tronie papieskim w Watykanie. Od 1910 do 1911 w charakterze sekretarza legacyjnego I kategorii z tytułem i rangą radcy legacyjnego II kategorii był przydzielony do poselstwa Austro-Węgier w Sztokholmie. 21 listopada 1911 w rzymskokatolickim kościele św. Eugenii w Sztokholmie ożenił się ze Szwedką Alicją Ankarcrona (1889-1985), a ślubu udzielił im bp Albert Bitter. Tuż po ślubie wraz z małżonką wyjechał Szwecji, kończąc pracę na dotychczasowym stanowisku. Następnie w dotychczasowym charakterze był w poselstwie w Brukseli, a w 1913 formalnie w charakterze radcy legacyjnego. Według stanu z 1914 był urlopowany.
Rok po przeniesieniu do Brukseli został dotknięty nieuleczalną chorobą psychiczną. Zmarł 10 lub 11 listopada 1916 w Wiedniu. Jego pogrzeb odbył się w tym mieście 13 listopada 1916. Synem Ludwika i Alicji był Kazimierz Stanisław (1912-2010), który wstąpił do zakonu dominikanów i znany był jako ojciec Joachim Badeni (1912-2010). Alicja Badeni wyszła powtórnie za mąż za Karola Olbrachta.

## Odznaczenia
- Brązowy Medal Jubileuszowy Pamiątkowy dla Sił Zbrojnych i Żandarmerii (Austro-Węgry, około 1899)[8][13]
- Medal Jubileuszowy Pamiątkowy dla Cywilnych Funkcjonariuszów Państwowych (Austro-Węgry, około 1899)[8][13]
- Krzyż Jubileuszowy dla Cywilnych Funkcjonariuszów Państwowych (Austro-Węgry)[13]
- Order Osmana III klasy (Imperium Osmańskie)[13]
- Krzyż Kawalerski Orderu Karola III (Królestwo Hiszpanii)[13]